# Niementowski-kleurstof
De Niementowski-kleurstof is genoemd naar de Poolse scheikundige Stefan Niementowski, die eveneens zijn naam gegeven heeft aan een bepaalde reactie om chinolines te synthetiseren (de zogenaamde Niementowski-reactie). Hij beschreef de naar hem genoemde kleurstof voor het eerst in 1910: